# Olivier de Serres (poire)
Pour les articles homonymes, voir Olivier de Serres.
Olivier de Serres est une variété ancienne de poire (fruit).

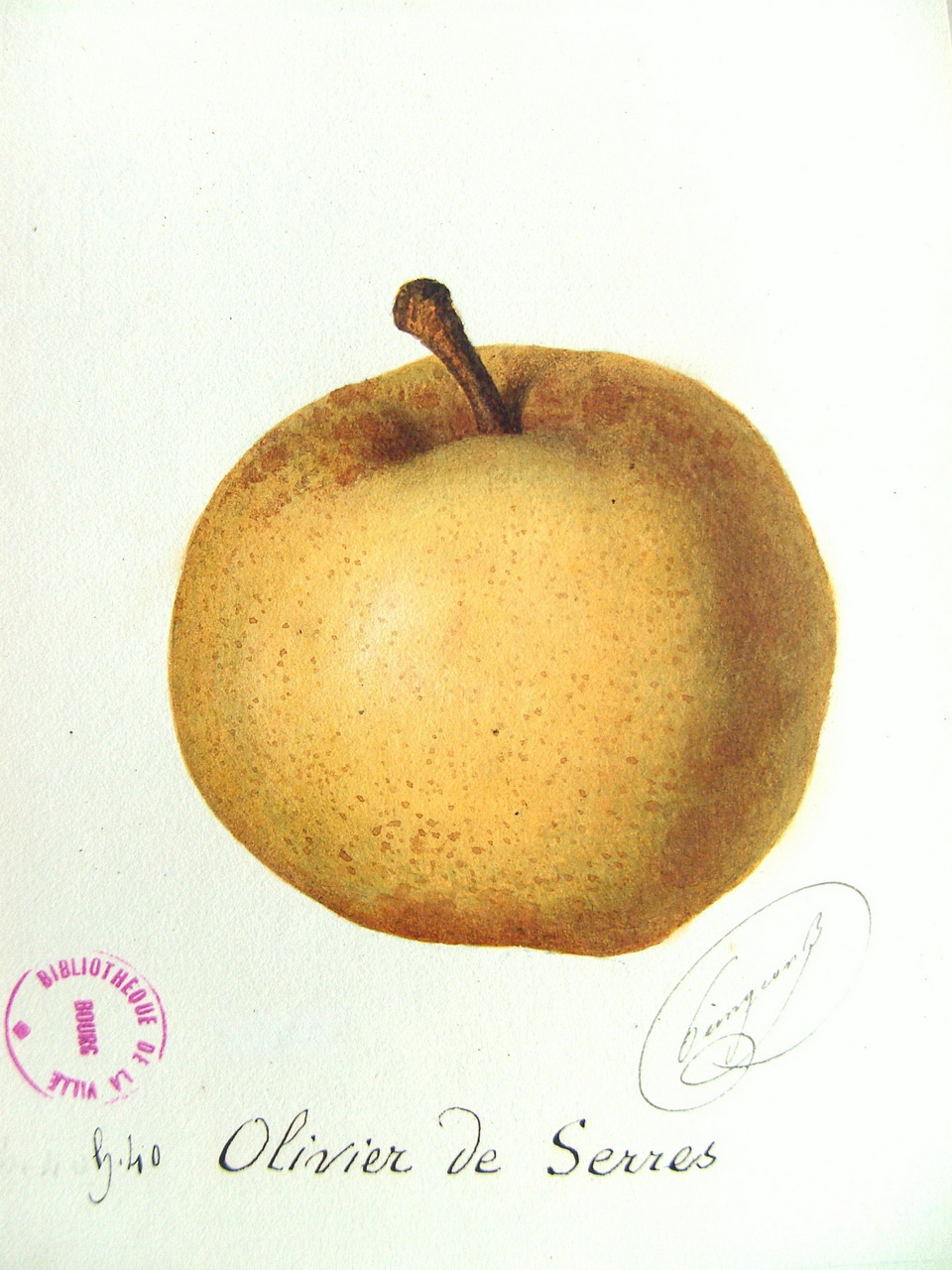
Poire "Olivier de Serres".

## Origine
Olivier de Serres est issu d'un pépin de la poire Fortuné d'Angers, obtenu vers 1847, par M. Boisbunel, horticulteur, à Rouen. D'un premier rapport en 1851, il porte le nom de l'ardéchois Olivier de Serres (1539-1619), le « père de l'agronomie ».

## Description

### Arbre
C'est une variété sensible à la tavelure qui doit être plantée à une exposition chaude et aérée. 
L'arbre réussit bien, greffé sur cognassier ou sur franc, il se prête à toutes les formes, excepté sur tige. Il est nécessaire de le tailler pour compenser sa grande vigueur.
Ses pollinisateurs recommandés sont Bon Chrétien Williams et Conférence, mais c'est une variété peu fertile, bien qu'elle fleurisse abondamment.
Son inscription au Catalogue officiel n'est pas une garantie de sauvegarde.

### Fruit
Fruit : moyen ou assez gros.

Forme du fruit : pomiforme, surbaissé, bosselé sur la surface, surtout aux deux pôles.

Œil : grand, irrégulier, dans une cavité plus ou moins profonde et rendue irrégulière par des bosses.

Épiderme : fin, tendre, d'un jaune clair, abondamment ponctué de fauve brun, fortement lavé de rouille.

Pédoncule : gros, court, épaissi au point d'attache, placé dans une cavité profonde et irrégulière à cause de ses bosses inégales.

Chair : blanche, fine, entièrement fondante, très juteuse; à saveur bien sucrée et parfumée.

Qualité : très bonne.

Maturité de cueillette : octobre.

Maturité de consommation: février-mars.

Élément discriminant : teinte générale du feuillage d'un vert jaunâtre.